# Heilige Familie (Vetschau)

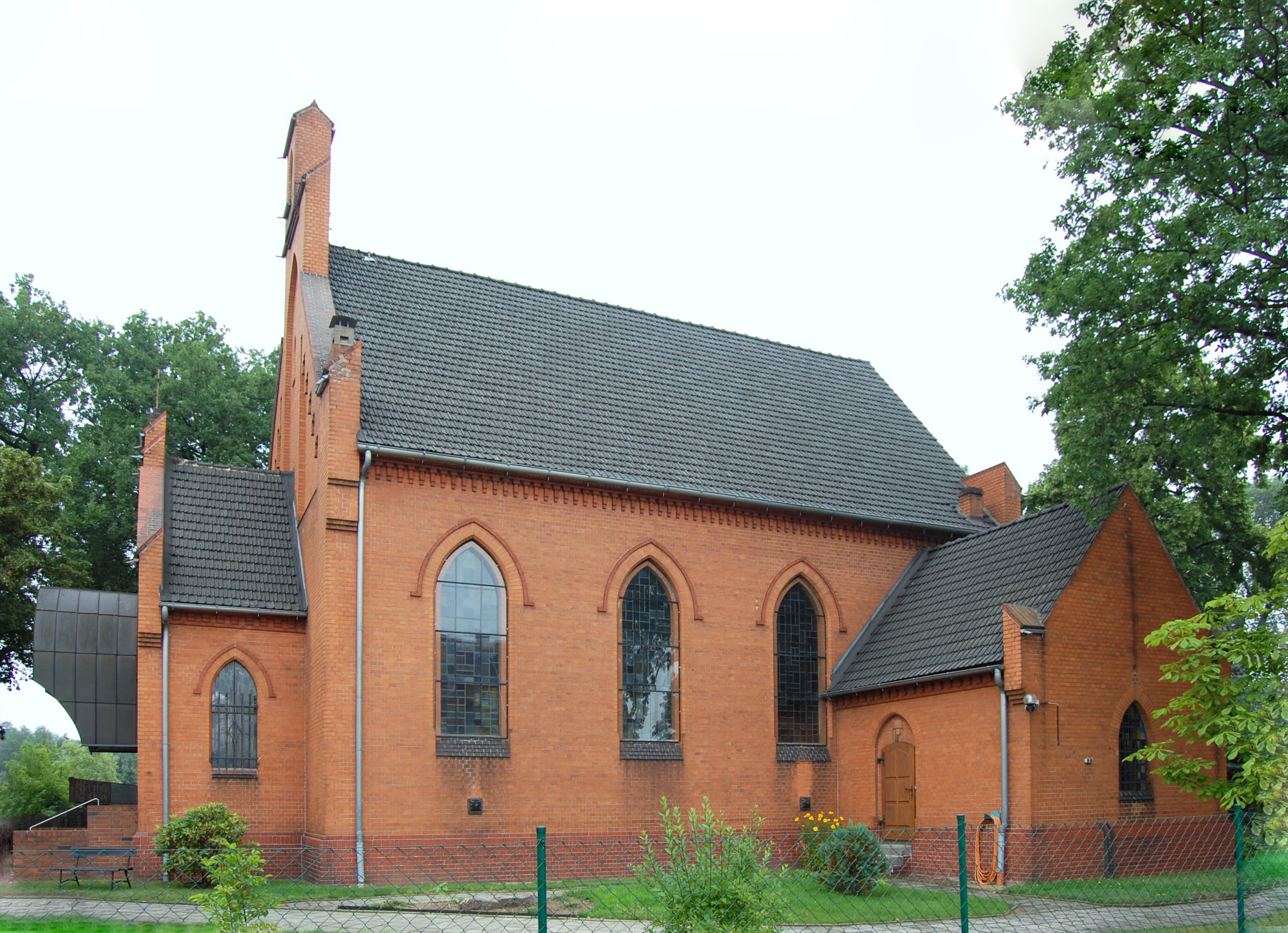
Kirche Heilige Familie

Die Kirche Heilige Familie ist die katholische Kirche in der Stadt Vetschau/Spreewald im Landkreis Oberspreewald-Lausitz im Süden des Bundeslandes Brandenburg. Das nach der Heiligen Familie benannte Gotteshaus gehört zur gleichnamigen, in Lübbenau sitzenden Pfarrei im Dekanat Lübben-Senftenberg des Bistums Görlitz.

## Geschichte
Das Kirchengebäude entstand 1897 im Baustil der Neugotik. Zuvor waren die nach der Reformation vorwiegend aus Schlesien nach Vetschau eingewanderten Katholiken vom Kloster Neuzelle und später von der Pfarrei in Cottbus betreut worden. Die Vetschauer Katholiken und vor allem der Landwirt und Heimatforscher Alexander von Rabenau engagierten sich Ende des 19. Jahrhunderts für die Errichtung einer eigenen Kirche. Der Bau erfolgte dann schließlich nordwestlich von Vetschau in der damals noch eigenständigen Vorortgemeinde Schönebegk durch den Maurermeister Weßlau. Die neue Kirche wurde Filialkirche von Cottbus.
Im Jahr 1948 erhielt die Kirche einen eigenen Pfarrer und den Status einer Pfarrkuratie. 1968 folgten, nach den Leitlinien des Zweiten Vatikanischen Konzils, größere Umbauarbeiten. Im Jahr 1971 baute man neben der Kirche einen Glockenturm. Ein Pfarrhaus und Gemeindezentrum kam 1973 hinzu. Im Mai 1981 wurde neben der Kirche ein Fronleichnamsaltar gebaut. Am 19. Oktober 1982 erhielt die Gemeinde eine geschnitzte Muttergottesfigur, eine Nachbildung der mittelalterlichen Augsburger Muttergottesfigur als Geschenk der Diözese Speyer.
Im Jahr 1992 wurden die Pfarreien Vetschau und Calau zu einer Seelsorgeeinheit zusammengeschlossen, die sich einen Pfarrer teilten. In Vorbereitung auf das 100. Jubiläum der Kirche fand 1996 eine Renovierung der Kirche statt. Die Vetschauer Pfarrkuratie wurde 2006 aufgelöst und gemeinsam mit St. Bonifatius in Calau und St.-Maria-Verkündigung in Lübbenau die Pfarrei Heilige Familie gebildet.